# Мажорна масть
Мажо́рна масть — одна з двох старших мастей у бриджі: чирва або піка.
При грі з козиром у мажорній масті кожна взятка понад шосту приносить 30 очок. Для гейму в мажорній масті потрібно замовити й зіграти мінімум на рівні 4 (щонайменше 10 взяток).
Оскільки в мажорних мастях грати вигідніше, більшість систем торгівлі вживають спеціальні конвенції для знаходження фіту в мажорних мастях.